# Сослуживцы (телеспектакль)
«Сослуживцы» — советский двухсерийный телеспектакль 1973 года, экранизация первой постановки пьесы «Сослуживцы» Эмиля Брагинского и Эльдара Рязанова на сцене московского театра им. Маяковского режиссёром Борисом Кондратьевым, более известной в виде экранизации самого Эльдара Рязанова — знаменитого фильма «Служебный роман», вышедшего на экраны через четыре года.

## Сюжет
Действие происходит в обыкновенном учреждении — статистическом управлении, и действующие лица — обыкновенные служащие. Робкий, мягкий и нерешительный экономист Новосельцев решает из честолюбивых карьерных соображений оказывать внимание начальнице — директору Калугиной — женщине строгой, властной и категоричной (признательные сослуживцы любовно зовут её «Наша мымра»). И вдруг, неожиданно для себя, влюбляется в неё. Естественно, возникают неожиданные ситуации, где грустное и смешное рядом.

## В ролях
- Галина Анисимова — Людмила Прокофьевна Калугина
- Борис Левинсон — Анатолий Ефремович Новосельцев
- Эмма Сидорова — Ольга Петровна Рыжова
- Евгений Лазарев — Юрий Григорьевич Самохвалов
- Валентина Шендрикова — Верочка, секретарша Калугиной
- Александра Москалёва — Шура «из бухгалтерии», председатель месткома

## Музыка
Новосельцев "танцует" под музыкальную композицию «Get me back on time», которую исполняет Wilson Pickett. Сингл «Engine Number 9» 1970 года.

## О телеспектакле
Конечно, при просмотре телеспектакля не избежать сравнения с опусом Эльдара Рязанова — но стоит сказать, не всегда чаша весов окажется на стороне «Служебного романа».— Культура.РФ
Текст телепостановки 1973 года практически полностью совпадает с фильмом 1977 года, однако, в отличие от фильма, героев всего шесть, нет колоритных эпизодных персонажей, например, Бубликова.
Спектакль впервые был показан 8 марта 1972 года на Малой сцене Театра им. В. Маяковского, спустя некоторое время спектакль был перенесен на основную сцену.

Весёлая и забавная история о сотрудниках одного учреждения, связанных между собой не только служебными отношениями, прозвучала с неожиданной лирической проникновенностью. Непосредственная близость зрителей, показ актера как бы крупным планом потребовали особой, интимно-доверительной интонации. И она была найдена режиссером и исполнителями. Игра участников спектакля — Г. Анисимовой, Б. Левинсона, Е. Лазарева и других отличалась психологической нюансировкой, вниманием к выразительной детали. Условное плоскостное оформление создал Н. Эпов, задушевностью проникнута музыка И. Мееровича.— театровед В. Я. Дубровский.